# Кастењато
Кастењато је насеље у Италији у округу Бреша, региону Ломбардија.
Према процени из 2011. у насељу је живело 7664 становника. Насеље се налази на надморској висини од 136 м.

## Становништво
| 1951. | 1961. | 1971. | 1981. | 1991. | 2001. | 2011. |
| ----- | ----- | ----- | ----- | ----- | ----- | ----- |
| 3.869 | 4.022 | 4.165 | 4.381 | 4.980 | 6.666 | 8.031 |